# Luis Marileo Colipí
Luis Marileo Colipí fue un lonco mapuche parte de la resistencia mapuche hacia la Ocupación de la Araucanía, desde 1861 a 1883. 
Luis Marileo Colipí habría atacado a Lumaco durante el Levantamiento mapuche de 1881, por lo que fue despojado de las más de 6000 hectáreas de tierra que poseía cerca de Purén. Su hermano, que también había participado en el levantamiento, fue tomado prisionero y asesinado. Después del levantamiento, Luis Marileo Colipí huyó a Argentina.